# The Myth of Persecution
The Myth of Persecution: How Early Christians Invented a Story of Martyrdom (o El mite de la persecució: com els primers cristians van inventar una història de martiri) és un llibre de 2013 de Candida Moss, una historiadora guardonada i professora de Nou Testament i cristianisme antic a la Universitat de Notre-Dame. Abans d'escriure aquest llibre, Moss havia publicat altres dos treballs sobre el martiri primerenc cristià. En el seu llibre, Moss avançà la tesi que:
1. La idea tradicional de l'"Edat del Martiri⁣", quan els cristians patien persecució per part de les autoritats romanes i vivien amb por de ser llançats als lleons, és en gran part fictícia.[1] :139 Aquí adapta i corregeix el treball de Geoffrey Ernest Maurice de Ste. Croix.
2. Mai no hi va haver una persecució sostinguda i dirigida dels cristians per part de les autoritats romanes imperials. La persecució oficial dels cristians per ordre de l'⁣emperador romà va durar com a màxim dotze anys dels tres-cents primers de la història de l'Església.[1] :159[2] Moss escriví: "Això no vol dir, però, que no hi hagués màrtirs ni que mai van morir cristians. És evident que algunes persones van ser cruelment torturades i brutalment executades per raons que ens semblen profundament injustes".[1] :125
3. La majoria de les històries de màrtirs individuals acumulades a principis del període modern són pura invenció. Està d'acord amb l'erudit bollandista Hippolyte Delehaye que la majoria de la literatura del martiri es va desenvolupar al segle IV i més enllà.[1] :234
4. Fins i tot les històries més antigues i històricament precises dels màrtirs i els seus patiments han estat alterades i reescrites per editors posteriors, de manera que és impossible saber amb certesa què va pensar, fer o dir realment algun dels màrtirs.[2][3]

## Continguts

### Martiri abans del cristianisme
El llibre explica l'origen de la paraula grega "màrtir" i com va arribar a ser utilitzada pels cristians com a significat d'algú que havia estat testimoni de Crist amb la seva vida. :26–27Moss afirma que alguns estudiosos han considerat que el martiri no existia en èpoques anteriors. :25Ella es basa en el treball d'erudits com Glen Bowersock i Jan Willem van Hentern per demostrar que hi havia exemples de màrtirs entre els primers jueus, grecs i romans, simplement no s'anomenaven amb aquest terme. :52Citant la mort de Sòcrates i de l'antic mestre jueu Eleazar, Moss sosté que aquests relats van influir molt en les narracions cristianes del martiri, fins al punt que "els cristians van adaptar les seves idees sobre el martiri i, de vegades, fins i tot les històries" (cursiva en original) "d'escriptors jueus i pagans antics". :80

### Historicitat
És una tesi central del llibre que els escrits antics sobre els màrtirs i el martiri no són relats fiables dels fets descrits. Moss caracteritza la majoria de les fonts existents posteriors com a "elaborades, ornamentades, entretingudes i lluny de la veritat". :87Moss també troba similituds entre els esdeveniments relacionats i els de les novel·les romàntiques gregues antigues. :77–78 En el seu llibre, Moss va examinar els relats del martiri més antics i, en general, va acceptar ser els més autèntics: el Martiri de Policarp, els Actes de Ptolemeu i Luci, el relat del judici i la mort de Justí Màrtir i els seus companys, els Actes dels Màrtirs Scillitans, la història de Perpètua i el bisbe de Potí de Lió i els Màrtirs de Lió i Viena, Santa Blandina i diversos altres mites. L'autora afirma que "cap de les històries de martiri cristians primerencs és completament històricament exacta. Fins i tot si algunes parts dels relats són possibles i fins i tot probables, no podem estar segurs que ens proporcionin informació precisa sobre la manera com van morir els cristians".:124

#### Examen de fonts primàries
En el seu examen del "Martiri de Policarp", Moss afirmà que conté "moltes casualitats, improbabilitats i il·legalitats salvatges". Tot i que no nega que Policarp va patir realment el martiri, observa que "és impossible per a nosaltres imaginar que el Martiri de Policarp sigui un relat històric dels fets tal com van succeir". :100
Moss examina les tortures i morts dels sants Potinus, Blandina i altres a Història de l'Església d'⁣Eusebi de Cesarea. Si bé els fets van ocórrer a la Gàl·lia cap a l'any 177, l'autora assenyala que provenen d'una versió que es conserva parcialment en un text compilat dos-cents anys després dels fets. :112 En el text, Moss assenyala incoherències entre les ciutats i províncies citades de l'Imperi. :113 Moss afirma que diversos termes teològics utilitzats no van ser testimoniats d'una altra manera abans del segle III. També assenyala que la carta comença dient que els esdeveniments són "dignes d'un record etern" i observa que la frase també va ser utilitzada per Eusebi tant a la Història de l'Església com als seus Màrtirs de Palestina. :113 Segons Moss, aquests indiquen que la carta va ser editada per Eusebi i que, per tant, és difícil saber quines parts d'ella són històriques i quines les va afegir Eusebi amb finalitats teològiques. :114

### Durada
Segons Moss, encara que els governadors provincials de l'⁣Imperi Romà tenien una gran discreció i poder personal per fer el que creien necessari a la seva jurisdicció, i hi va haver incidents locals i esporàdics de persecució i violència de la multitud contra els cristians, durant la major part dels primers tres-cents anys d'història cristiana els cristians van poder viure en pau, exercir professions i assolir càrrecs de responsabilitat: "Estem parlant de menys de deu anys dels gairebé tres-cents durant els quals els cristians van ser executats com a resultat d'iniciatives imperials". :129

### Motius de persecució
Moss sosté que els romans van interpretar la negativa a cremar encens i fer ofrenes de sacrifici a una imatge de l'emperador com a sediciosa i un signe de possible traïció. No els preocupava la doctrina religiosa, sinó la rebel·lió política. :174

### Recompenses als màrtirs
Moss descriu els ensenyaments de l'Església que, un cop morts, tots esperarien el dia del judici per decidir el destí etern d'un, tots excepte els màrtirs, que van rebre la corona de màrtir i van anar immediatament al cel. :209 Per aquest motiu, alguns cristians van buscar deliberadament el martiri en la recerca de la corona de màrtirs. :212

### Conclusions
L'autora afirma que hi ha conseqüències de la promoció d'aquest "mite" que arriben fins als nostres dies. Tot i acceptar que hi va haver casos genuïns de martiri i persecucions estatals de cristians, l'autora continua afirmant que la idea d'una església perseguida va ser molt exagerada, especialment pel primer historiador de l'església Eusebi. :217–233 L'autora conclou que la idea que els cristians sempre han estat perseguits pels poders del mal, i sempre ho seran, ha portat a una actitud combativa i agressiva per part dels cristians encara avui. Això s'evidencia, segons Moss, en els debats sobre qüestions com l'avortament i el matrimoni entre persones del mateix sexe. :249–256

## Recepció
Laura Miller, escrivint sobre el llibre al lloc web Salon, va revisar The Myth of Persecution, i digué que "Moss... és exhaustiva, s'esforça per la claredat i està realment encesa en la seva preocupació per la influència del mite del martiri en les societats occidentals".
L'estudiós del Nou Testament Greg Carey, escrivint per The Christian Century, va declarar: "Basat en deu anys d'investigació sobre tradicions màrtirs. La posició bàsica de Moss sorprendrà pocs historiadors. Encara que els primers textos cristians assignen al martiri un paper constitutiu en la història de l'església, les fonts no cristianes es neguen a corroborar aquesta imatge. Amb argumentació en una narració vívida i demostrant un domini autoritzat de les fonts primàries, Moss avança el seu cas mitjançant diversos arguments importants". Afegint Greg Carey que "Com a mínim, el mite del martiri anima els veritables creients a destituir els seus oponents i la humanitat dels seus oponents, creant obstacles per a la comprensió, el compromís i l'esforç comú. Aquí la historiografia es troba amb la vida real, ja que l'exposició de Moss del mite del martiri obre un camí cap a una nova manera de veure el món i els nostres veïns".
James F. McGrath, de la Càtedra Clarence L. Goodwin de Llengua i Literatura del Nou Testament de la Universitat de Butler, va ecriure al seu bloc: "Moss fa una feina fantàstica per il·lustrar punts sobre proves i retòrica antiga utilitzant exemples i il·lustracions modernes, des de dubtes sobre una versió àmpliament circulada del diàleg que suposadament va precedir l'assassinat de Cassie Bernall, fins al beisbol com a "religió", passant per la funció d'apel·lar als pares fundadors.".
Al National Catholic Reporter, Maureen Daly va dir: "Moss, és una estudiosa de l'església primitiva i dels màrtirs, la qual sosté que la persecució era rara i la durada fou breu. Per què això és important? 'El mite del martiri cristià no només és inexacte; ha contribuït a una gran violència i continua donant suport a una visió del món en què estem sota l'atac dels nostres semblants.'".
Kirkus Reviews va dir: "El mite del martiri, i l'expectativa d'enormes recompenses al cel, va ser eficaç per organitzar una identitat cristiana primitiva cohesionada, que implicava la noció d'estar 'sota atac' i justificava una reacció violenta... proporciona una aventura intrigant que demana més investigació i enfocament".
Moss va ser fortament criticada pels crítics conservadors. Ephraim Radner, un teòleg histroriador, va revisar el llibre a la publicació conservadora First Things. Va escriure que "segons el criteri de Moss... Aparentment, la regla és llegir amb escepticisme els escrits del passat, però no dubtar de la imaginació dels estudiosos actuals. Tot el llibre, però, demana aquesta darrera sospita. Els seus capítols d'enquadrament sobre la deshonestedat i els perills de la 'persecució' identifiquen fàcilment les afirmacions dels seus líders polítics contemporanis i religiosos com a conservadors". Radner també va acusar Moss d'haver simplement replantejat les teories de l'obra de diversos volums d'⁣Edward Gibbon The History of the Decline and Fall of the Roman Empire.
En la seva ressenya a Review of Biblical Literature, N. Clayton Croy va dir: "La ideologia moderna impulsa la tesi de Moss més que el testimoniatge antic, i el resultat és una distorsió de la història més severa que la caricatura que ella vol exposar […] Malgrat la considerable erudició de l'autora, aquest és un llibre profundament defectuós, una obra d'història revisionista. Es podria jutjar que els cristians conservadors d'Occident de vegades han exagerat el relat de la persecució, però no han creat casos d'hostilitat cultural a partir de tot el relat, i certament no van crear l'"Era dels màrtirs" de l'aire. Més important, Moss passa per alt el cristianisme modern en els dos terços del món, especialment a l'Orient Mitjà i als estats comunistes, on no només trobem insensibilitat cultural, sinó també persecucions".
Michael F. Bird, escrivint al seu blog Euangelion, va criticar el llibre de Moss, afirmant: "Moss té raó en molts aspectes: sí, hi havia una hagiografia cristiana sobre els màrtirs. El martiri de Policarp i els actes de Paul i Thecla no són documentals de Discovery Channel. Sí, molts conservadors tenen un relat dels màrtirs complex i vencen el seu tractament social modern sota l'amenaça de la seva amenaça social. Els fenòmens moderns de persecució contra els cristians al món en desenvolupament no però no tenen matisos, per ser sincers".
Escrivint al Christian Research Journal, Paul L. Maier va ser molt crític amb el llibre de Moss, qualificant-lo d'"una indignació per a qualsevol que tingui fins i tot un coneixement rudimentari de la història cristiana": Maier accepta que els martirologis són exagerats (observant que un grup de l'Església anomenat "bollandistes" es va organitzar per moderar aquests informes excessius, però argumenta que Moss ho ha exagerat en el seu llibre). Fonts anticristianes coincideixen que efectivament hi va haver persecució dels cristians. També rebutja l'intent de Moss d'afeblir la historicitat dels escrits de Tàcit sobre la persecució neroniana, assenyalant que aquesta persecució també és reportada per Suetoni a Els dotze cèsars i assenyala que diversos martiris van ser registrats per testimonis oculars (com Ignasi d'Antioquia en les seves epístoles o la persecució de Dioclesi). Conclou afirmant que un títol més honest per al llibre seria The Myth of Exaggerated Persecution: How Later Christians Embellished the Record.

## Ressenyes
- Carey, Greg «The Myth of Persecution». , 22-04-2013.
- Trueman, Carl «The Myth of Persecution». , 27-06-2013.
- Radner, Ephraim «Unmythical Martyrs A review of The Myth of Persecution: How Early Christians Invented a Story of Martyrdom». , 5-2013.
- Neff, David «Real Martyrs Don't Murder». , 8-2013.
- Croy, N. Clayton. «Review of Candida Moss, The Myth of Persecution: How Early Christians Invented a Story of Martyrdom». Review of Biblical Literature, 03-10-2013. Arxivat de l'original el 2013-11-02. [Consulta: 16 juliol 2022].
- «The Death of Jesus and the Rise of the Christian Persecution Myth - review». , 31-03-2013.
- Miller, Laura «"The Myth of Persecution": Early Christians weren't persecuted». , 24-02-2013.
- Daly, Maureen «The long shadow of the martyr myth». , 27-03-2013. Arxivat 13 de juny 2016 a Wayback Machine.
- Blake, John «Christ was persecuted, but what about Christians?». , 30-03-2013. Arxivat 2 de maig 2018 a Wayback Machine.
- «THE MYTH OF PERSECUTION How Early Christians Invented a Story of Persecution». , 26-11-2012.